# 김흥국
김흥국(金興國, 1959년 5월 18일~)은 대한민국의 가수이자 방송인이다.

## 학력
- 1972년 서울화계초등학교 졸업
- 1975년 서라벌중학교 졸업
- 1978년 서라벌고등학교 졸업
- 2003년 한국방송통신대학교 행정학과 학사 (99학번)
- 2017년 경희사이버대학교 실용음악학과 학사 입학 (17학번)

### 비학위 수료
- 1997년 동국대학교 문화예술대학원 문화산업관리자과정 수료

## 생애
1959년 서울 성북구번동에서 출생 후 학창 시절 미국 로큰롤 음악가 빌 헤일리 등의 음악을 즐겨 듣고 연주하던 그는 서라벌고등학교를 졸업하고 해병대에 입대하여 전역한 후 록 밴드 〈오대장성〉 을 결성하여 드럼 연주자를 맡아 주로 밤무대 가수로 활동하였다. 이후 김흥국은 밴드 활동을 그만두고 1985년에 《창백한 꽃잎》이라는 곡으로 데뷔하면서 솔로로 전향하였다.
데뷔 후 1988년 2월 15일에 MBC 《인간시대 - 정아의 겨울일기》라는 프로그램에서 불치병에 걸린 중학교 3학년 소녀의 주변 인물인 밤무대 가수의 모습으로 출연한 바 있다. 그 분위기를 이용하여 KBS 신인가수를 소개하는 프로그램에 《정아》라는 곡을 부르며 한번 출연하였는데 당시 시청자들에게 콧수염으로 강한 인상을 심어주었지만 정작 히트곡 없는 가수에 불과하였다.
하지만 1989년에 이혜민이 작사하고 작곡한 《호랑나비》라는 곡을 발표하며 활동하기 시작하였는데 무대에서 나비가 나는 모습을 흉내낸 비틀거리는 춤을 선보여 대중들에게 널리 알려졌으며 《호랑나비》의 열풍으로 그 해 가요계를 휩쓸어 전성기를 맞이하여 제4회 골든 디스크 인기가수상과 MBC 10대 가수상 외 여러 개의 상을 수상하며 최고의 주가를 올렸다. 《호랑나비》가 얼마나 웃긴 노래였는지 김흥국에게는 가수 이미지와 동시에 정작 활동하지도 않은 희극 배우 이미지까지 생겼으며 이로 인해 김흥국은 어린이 영화에 자주 출연했다. 1990년에 이어서 《흔들흔들》과 《새침떼기》등을 선보이며 둘리 춤을 개발해 많은 사랑을 받았고 그 해에 MBC 예능프로 《일요일 일요일 밤에》의 게스트로 출연해 "심하다 심해."와 "거의 나의 독무대야."라는 유행어를 만들어 내며 방송에서도 크게 활약하였다. 한창 바쁜 시기였던 1990년 10월 30일에 윤태영과 결혼하여 1남 1녀를 두었다. 1991년에 아들 김동현이 태어나자 "아, 응애에요."라는 유행어를 만들었다. 1991년 4월에는 이경규가 진행하던 MBC 예능프로 《일밤 - 몰래카메라》에 첫 게스트로 출연하여 시청자들에게 많은 웃음을 선사하고 평소 불교 신자였기 때문에 대한불자가수회의 회장으로 뽑혀 이웃돕기성금에도 많은 활동을 하였다. 《호랑나비》이후 방송 프로그램에서 활약하던 김흥국은 1991년에 《59년 왕십리》를 발표하면서 트로트 곡을 선보였고 김흥국의 두 번째 히트곡으로 자리잡게 되었다. 90년대 초반 닥터레게, 공일오비, 룰라 등의 레게음악이 선풍적인 유행을 탔던 때에 아류작으로 1994년에 제작된 《레게파티》는 초반에는 별다른 반응을 얻지 못했으나 이후 상당한 인기를 얻었다. 특히 코믹스러운 말투로 예능에서도 활약이 대단하여 한때 개그맨보다 더 웃긴 가수로 선정되기도 했다. 김흥국은 재치있는 입담으로 1995년에는 박미선과 함께 진행을 맡은 MBC 라디오 《특급작전》이 많은 인기를 얻었다. 1996년에 MBC 연기대상 라디오부문 우수상을 수상하며 라디오 진행자로도 활약하였다.
김흥국은 연예계 대표 축구매니아로도 알려져 있는데 대표적으로 1995년에 서울에서 《2002 월드컵》한국 유치를 기원하기 위해 무려 5시간동안 2천 2배를 하기도 했으며 월드컵 유치 모임을 만들고 월드컵 홈페이지까지 만들며 축구에 대한 열정을 펼쳤다. 2010년 6월 26일에는 대한민국 축구 국가대표팀이 남아프리카 공화국 월드컵에서 16강에 진출하면 콧수염을 깎겠다고 약속한 후 정말로 16강에 진출하자 "자신은 정치인이 아니다."라는 말로 약속을 지키기 위해 30년을 길러온 콧수염을 깎기도 하였다. 그는 2010년부터 2011년까지 MBC 라디오 《김흥국, 김경식의 두시만세》를 진행하였으나 2011년 6월에 당시 한나라당 정몽준 의원의 총선을 지원하였다는 이유로 MBC에서 퇴출당하고 1인 시위를 벌였다. 이후 소속사 별똥별 기획의 이사장에서 사임하고 김흥국 장학재단의 이사장으로 취임하였다. 이후 방송계 외의 영역에서 활발한 활동을 하고 있는 그는 2012년 3월 8일에 효자동 중국대사관 앞에서 탈북자 강제북송 반대시위에 참여하였다. 현재 김흥국은 차세대들에게는 가수가 아닌 개그맨으로 인식되고 있을만큼 다양한 분야에 활동하고 있고 특히 "예능 치트키" "흥궈신"으로 불리며 만능 엔터테이너로 활약하고 있다.
2017년 딸 김주현이 아이돌학교에 학생으로 출연했었다.
2018년 성폭행 의혹에 휩싸이며 진행 중이던 프로그램에서 하차했다. 30대 여성 ㄱ씨는 지난 3월 21일 김씨를 서울동부지검에 고소했고, 검찰은 이 사건을 경찰에 넘겼다. 경찰은 ㄱ씨와 김씨를 따로 두 차례씩 소환 조사하고, 휴대전화 등 증거물 분석과 참고인 조사를 했다. 하지만 경찰 조사 결과 혐의를 입증할 증거를 찾지 못했다고 연합뉴스는 보도했다.
2023년 벌어진 해병대 채상병 사망사고 관련해 윤석열 정부를 옹호하는 입장을 취하다 해병대 예비역들이 모인 해병대전우회 내에서도 반발이 심해지자 부총재직에서 내려왔다.
2024년 12월 벌어진 윤석열 정부 비상계엄과 탄핵 국면에서 윤석열을 옹호하며, 윤석열 체포 저지 집회에 나와 이승만, 박정희, 전두환이 잘했지만, 윤석열이 제일 잘하고 있다는 등 사실상 친위 쿠데타를 옹호하는 발언을 했다. 자신은 방송 일거리도 없고 네티즌들에겐 (본인의 히트곡인 호랑나비에 빗댄) 계엄나비, 내란나비라고 불린다며 울분을 호소했다.

## 소속
- 김흥국 장학재단 이사장
- 대한가수협회 5대 회장
- 前 별똥별 기획 이사장
- 前 자유민주연합 문화예술행정특임위원(1995년 6월 ~ 1996년 1월)

## 대표 앨범
- 2014년《형광나방 한마리가》
- 2010년《앗싸! 월드컵》
- 2008년《사나이 가는 길》
- 2005년《으아!》
- 2004년《친구》
- 2000년《불타는 사랑》
- 1999년《무정》
- 1997년《成功時代》
- 1995년《2002 Worldcup Korea》
- 1994년《레게파티》
- 1993년《내게 사랑이 오면》
- 1991년《Golden Album》
- 1990년《김흥국 90》
- 1989년《호랑나비》
- 1985년《창백한 꽃잎》

## 출연작

### 드라마 출연작
- 2014년 EBS 드라마 《플루토 비밀결사대》 - 수사반장 역
- 2009년 MBC 일일시트콤 《태희혜교지현이》 - 맞선남 역
- 2005년 MBC 주간시트콤 《안녕, 프란체스카》 - 노숙자 역
- 2003년 KBS2 주말연속극 《보디가드》 - 카메오 역
- 1996년 SBS 청소년드라마 《성장느낌 18세》 - 피자가게 주인 역
- 1995년 KBS1 단막드라마 《인간극장》 '우리 시대의 영웅' - 김성철 역
- 1993년 SBS 시트콤 《오박사네 사람들》 - 딱쇠 역

### 영화 출연작
- 2019년 《정의심판》 - 카메라 매장 사장 역
- 2017년 《중2라도 괜찮아》 - 가수협회장 역
- 2012년 《가문의 영광5; 가문의 귀환》 - 경찰서의 취객 역
- 2009년 《유감스러운 도시》 - 상습 교통위반자 역
- 2009년 《슬픔보다 더 슬픈 이야기》 - 교통방송 DJ 역
- 2007년 《맞짱》 - 단역
- 2004년 《까불지마》 - 김흥국 역
- 2004년 《어린 신부》 - 야구해설자 역
- 2002년 《긴급조치 19호》 - 김흥국 역
- 1992년 《환상의 용사 반달가면》 - 강혁 역
- 1991년 《위기의 용사 반달가면》 - 강혁 역
- 1991년 《우주의 용사 반달가면》 - 강혁 역
- 1991년 《신비의 용사 반달가면》 - 강혁 역
- 1990년 《전설의 용사 반달가면》 - 강혁 역
- 1990년 《로보트 태권V 90》 - OST(주제가)
- 1989년 《앗싸! 호랑나비》 - 김흥국 역

### 방송 출연작
- 2019년 채널A 교양프로그램 《행복한 아침》 (게스트)
- 2017년 MBC 예능프로그램 《은밀하게 위대하게》
- 2017년 SBS 《미운 우리 새끼》
- 2016년 tvN 예능프로그램 《예능인력소》
- 2016년 TV조선 예능프로그램 《스타쇼 원더풀데이》
- 2016년 채널A 예능프로그램 《아빠본색》
- 2016년 Mnet 예능프로그램 《너의 목소리가 보여》
- 2016년 JTBC 예능프로그램 《잘 먹는 소녀들》
- 2016년 JTBC 예능프로그램 《헌집줄게 새집다오》
- 2016년 TV조선 예능프로그램 《솔깃한 연예토크 호박씨》
- 2016년 MBC 예능프로그램 《미스터리 음악쇼 복면가왕》
- 2016년 JTBC 예능프로그램 《냉장고를 부탁해》
- 2016년 KBS 예능프로그램 《1대 100》
- 2016년 SBS 예능프로그램 《런닝맨》 (특별출연)
- 2016년 SBS 예능프로그램 《동상이몽, 괜찮아 괜찮아》
- 2016년 채널A 예능프로그램 《아내가 뿔났다》 (특별출연)
- 2015년 MBC 예능프로그램 《마이 리틀 텔레비전》 (고정게스트)
- 2014년 KBS 예능프로그램 《우리동네 예체능》
- 2014년 TV조선 예능프로그램 《쌈바 월드컵 김흥국이 간다》
- 2014년 KBS 예능프로그램 《가족의 품격 풀하우스》
- 2013년 MBC 예능프로그램 《황금어장 라디오스타》
- 2013년 MBC 예능프로그램 《나 혼자 산다》
- 2013년 KBS 예능프로그램 《가족의 품격 풀하우스》
- 2013년 tvN 예능프로그램 《퍼펙트 싱어 VS》
- 2013년 MBC 예능프로그램 《블라인드 테스트쇼 180도》
- 2013년 채널A 예능프로그램 《웰컴 투 돈월드》
- 2012년 채널A 예능프로그램 《쇼킹》
- 2012년 Mnet 예능프로그램 《음악의 신》
- 2012년 SBS 예능프로그램 《붕어빵》
- 2012년 Mnet 예능프로그램 《레게신드롬》
- 2012년 MBN 예능프로그램 《황금알》
- 2010년 MBC 예능프로그램 《놀러와》
- 2010년 MBC 예능프로그램 《황금어장 라디오스타》
- 1999년/2002년 KBS 예능프로그램 《TV는 사랑을 싣고》
- 1994년 SBS 가요프로그램 《TV가요 20》
- KBS 예능프로그램 《가족오락관》 다수 출연
- 1992년 MBC 만화 《털보아저씨와 꾸러기들》 - 주제가
- 1992년 MBC 만화 《꿈돌이》 - 주제가

### 라디오 진행작
- 2020년 BBS 불교방송 《김흥국의 백팔가요》
- 2017년 SBS 러브FM 《김흥국, 안선영의 아싸 라디오》
- 2016년 SBS 러브FM 《김흥국, 봉만대의 털어야 산다》
- 2015년 라디오코리아 《김흥국의 들이대 Show》
- 2010년 MBC 표준FM 《김흥국, 김경식의 2시만세》
- 2009년 SBS 러브FM 《김흥국의 브라보 라디오》
- 2007년 TBS FM 《김흥국, 정연주의 행복합니다》
- 2006년 TBS FM 《WOW! 김흥국입니다》
- 2003년 SBS 러브FM 《김흥국, 박미선의 대한민국 특급쇼》
- 2002년 TBS FM 《김흥국, 송정애의 2시의 운전석》
- 2000년 MBC 표준FM 《김흥국, 정선희의 특급작전》
- 1995년 MBC 표준FM 《김흥국, 박미선의 특급작전》
- 1991년 MBC 표준FM 《김흥국의 가요중계실》

### CF 출연작
- 2016년 《SK텔레콤 옥수수 리우올림픽 편》 (With. 양정원)
- 2016년 《신한은행 써니뱅크》 (With. 써니)
- 2016년 《롯데하이마트》 (With. 조세호)
- 2015년 《쿠차 핫딜 가격비교》 (With. 신동엽)
- 2012년 《전자랜드21 3D TV》
- 2012년 《홍보도우미로봇 쇼보》
- 2010년 《동성제약 세븐에이트》
- 2010년 《조아스전자 조아스면도기》
- 2005년 《보건복지부 국민연금관리공단》 (With. 현숙)
- 2002년 《종근당 땡큐》
- 2002년 《코니카필름》 (With. 김현정, 임창정, 최정원, 김정훈)
- 1994년 《오뚜기 바몬드카레골드》
- 1992년 《푸르밀 후레쉬요거트》
- 1990년 《아모레퍼시픽 리도청청》
- 1990년 《롯데푸드 겟투》
- 1990년 《롯데제과 다꼬르 팝콘》
- 1989년 《대웅제약 지미콜》
- 1989년 《빙그레 포테스트라》
- 1989년 《SPC삼립 퍼모스트 흔들흔들 바》
- 1989년 《진로유통 다크호스》

## 저서
- 2005년《김흥국의 우끼는 어록》
- 2002년《김흥국의 축구 이야기》

## 주요 수상경력
- 2016년 한국을 빛낸 자랑스런 한국인대상 가요발전 선진화 공로대상
- 2015년 2015년을 빛낸 도전한국인 10인 대상
- 2015년 웃자 대한민국 페스티벌 스타어워즈상
- 2014년 국제평화언론대상 체육발전부문 최우수상
- 2014년 저축의 날 금융위원장 표창
- 2014년 제 1회 대한민국 무궁화 평화대상 문화예술부문
- 2012년 제20회 대한민국 문화연예대상 라디오진행 공로상
- 2010년 제17회 대한민국 연예예술상 라디오진행상
- 2010년 MBC 라디오 골든 마우스상
- 2004년 제 4회 MBC 방송연예대상 공로상
- 2004년 제11회 대한민국 연예예술상 라디오부문 방송진행상
- 1999년 제 6회 대한민국 연예예술상 라디오진행상
- 1999년 제17회 MBC 연기대상 라디오부문 최우수상
- 1996년 제14회 MBC 연기대상 라디오부문 우수상
- 1996년 자랑스러운 서울 시민상
- 1993년 MBC 결정! 최고 인기가요 코미디언 가수상
- 1993년 국민봉사 장려상
- 1989년 제4회 골든 디스크 인기가수상
- 1989년 제9회 KBS 가요대상 올해의 가수상
- 1989년 MBC 인기가요 신인가수상
- 1989년 MBC 10대 가수상

### 가요 프로그램 1위
| 연도             | 수상 내역 (총 10회) |
| ---------------- | --- |
| 1989년 (총 10회) | - 호랑나비 (총 10회) - 10월 29일 KBS 《가요톱텐》 1위 - 11월 5일 KBS 《가요톱텐》 1위 - 11월 6일 MBC 《쇼네트워크》 1위 - 11월 12일 KBS 《가요톱텐》 1위 - 11월 13일 MBC 《쇼네트워크》 1위 - 11월 19일 KBS 《가요톱텐》 1위 - 11월 20일 MBC 《쇼네트워크》 1위 - 11월 26일 KBS 《가요톱텐》 1위 (5주 연속) (골든컵) - 11월 27일 MBC 《쇼네트워크》 1위 - 12월 4일 MBC 《쇼네트워크》 1위 (5주 연속) |

## 김흥국 유행어
- 방송에서 주로 하는 유행어로는 "으아 ~", "들이대", "아 응애예요", "아 방긋" 등이 있다.

## 김흥국 어록
- 차도균의 1980년대 히트곡인 〈철없는 아내〉를 '털없는 아내'로 잘못 발음하였다.
- 터보의 5집앨범 타이틀곡인 〈cyber lover〉를 '씨버러버'라고 재밌게 바꿔서 표현하였다.
- UCLA대학을 우크라대학으로 잘못 얘기했다.
- 거미의 〈친구라도 될걸 그랬어〉를 친구의 '거미라도 될걸 그랬어'라고 말하였다.
- 드라마 '성균관 스캔들'에 송중기의 유행어 '나 구용하야~'를 '나 박용하야~'라고 말해 논란에 휩싸였다.
- 마이 리틀 텔레비전에 게스트로 출연해 소유진의 남편이자 요리연구가 백종원을 백종호라고 잘못 말하였다.

## 주요 홍보대사
- 2014년 브라질 월드컵 홍보대사
- 2013년 충주세계조정선수권대회 명예홍보대사
- 2012년 한국자유총연맹 홍보대사
- 2009년 국방홍보원 홍보대사
- 2007년 태극기 홍보대사
- 2007년 사회복지법인 승가원 홍보대사
- 2005년 교정홍보대사
- 2004년 제1회 세계 해병 전우인 축제 홍보대사
- 2002년 한국.미얀마친선협회 홍보명예대사
- 2002년 국민통합21 대표 문화연예특보
- 2001년 한일 월드컵 축구대회 안전홍보위원
- 2000년 시드니올림픽 응원단(아리랑 응원단) 단장
- 1999년 하남국제환경박람회조직위원회 홍보위원
- 1999년 월드컵문화시민예술단 단장
- 1998년 월드컵 응원단(레드타이거스) 단장

## 사건
1997년 5월 16일 김흥국은 혈중 알코올 농도 0.16% 상태로 음주운전을 하여 추돌사고를 냈다. 김흥국은 곧 바로 뺑소니를 치다가 뒤따라오던 영업용 택시운전사에게 붙잡혀 경찰에 넘겨졌다. 김흥국은 당시 사회적인 비난을 피할 수 없었지만, 그동안 사회적인 공로를 인정받아 자숙기간 다시 방송을 복귀하게 되었다.
2013년 10월 11일 김흥국은 두번째 음주운전을 하게 되어 100일간 면허정지 처분을 받았다. 서울 강남경찰서는 11일 새벽 1시경 청담동 압구정로에서 술을 마시고 자동차를 운전한 혐의(도로교통법 위반)로 김흥국을 불구속 입건했다. 적발당시 김흥국의 혈중 알코올 농도는 0.071%로, 100일간 면허정지에 해당하는 수치였다. 하지만 자숙기간 3주만에 다시 방송을 복귀하면서 정치적인 배경의 혜택을 입는 게 아니냐는 비난을 받고 있다.
2021년 4월 24일 김흥국은 서울특별시 용산구 이촌동에 위치한 사거리에서 SUV 차량을 운전하다가 신호를 어기고 좌회전하면서 역시 신호를 위반하고 직진하던 오토바이를 치고 도주하였으며, 2021년 6월 1일 검찰에 송치되었다.